# Robert Ladanyi
Robert Ladanyi (ur. 20 listopada 1978) − węgierski bokser, zdobywca brązowego medalu na Mistrzostwach Europy Juniorów 1995 w Siófoku, finalista mistrzostw Węgier z roku 2003 oraz półfinalista z roku 2000, zwycięzca turnieju Tammer z roku 2003.

## Kariera
W czerwcu 1995 rywalizował na Mistrzostwach Europy Juniorów 1995 w Siófoku. W ćwierćfinale kategorii papierowej pokonał na punkty (7:2) Szweda Stefana Ströma, zapewniając sobie miejsce na podium. W półfinale przegrał z Rumunem Waldemarem Cucereanu, któremu uległ na punkty (5:22). W listopadzie 1996 rywalizował na Mistrzostwach Świata Juniorów 1996 w Hawanie. Odpadł w 1/16 finału po porażce z Japończykiem Suguru Tsurukim.
w październiku 1997 reprezentował Węgry na Mistrzostwach Świata 1997 w Budapeszcie. W 1/16 finału pokonał na punkty (17:5) reprezentanta Polski Daniela Zajączkowskiego, a w 1/8 finału doznał porażki z Ormianinem Wachtangiem Darczinjanem, któremu uległ przed czasem. W sierpniu 1999 ponownie rywalizował na mistrzostwach świata. Na mistrzostwach w Houston odpadł w drugim dniu rywalizacji, przegrywając z Meksykaninem Cesarem Moralesem.
W lutym 2004 startował na Mistrzostwach Europy 2004 w Puli. Odpadł w 1/16 finału po porażce na punkty z Litwinem Mariusem Narkevičiusem. W październiku 2004 pokonał Andrzeja Liczika w meczu pomiędzy drużyną Polski a Węgier.